# 오라클 엔터프라이즈 매니저
오라클 엔터프라이즈 매니저(Oracle Enterprise Manager, OEM)는 오라클은 물론 오라클이 아닌 일부 기업에서 생산한 소프트웨어 및 하드웨어 관리를 목표로 하는 웹 기반 도구들의 모임이다.

## 기능
오라클 엔터프라이즈 매니저는 오라클이 오라클 관리 에이전트(Oracle Management Agent, OMA)라고 부르는 지능형 에이전트를 통해 많은 활동을 수행한다. 이는 관리 노드에서 자율 프록시 프로세스로 실행되며, HTTP 또는 HTTPS(Hypertext Transfer Protocol)를 사용하여 통신하면서 오라클 엔터프라이즈 매니저에 대한 실행 및 모니터링 작업을 수행한다. 기본적으로 OMA는 설치 시 고객이 라이선스를 부여한 항목에 관계없이 여러 팩(변경 관리, 성능 및 조정, 진단 및 구성 관리)을 활성화한다. 사용자는 대상 데이터베이스에 에이전트를 설치한 후 라이선스가 없는 팩을 선택 취소해야 한다.

## 구현
OEM은 기본적으로 오라클 데이터베이스의 SYSMAN 스키마를 최고 관리자 계정/저장소로 사용한다. emctl 또는 emdctl과 같은 유틸리티 프로그램은 실제 기능을 수행한다. OEM은 또한 명령줄 대안인 EMCLI(EM 명령줄 인터페이스)와 동사를 제공하여 UI 기반 EM과 동일한 기능을 제공한다.